# Mater Dolorosa (Düsseldorf)

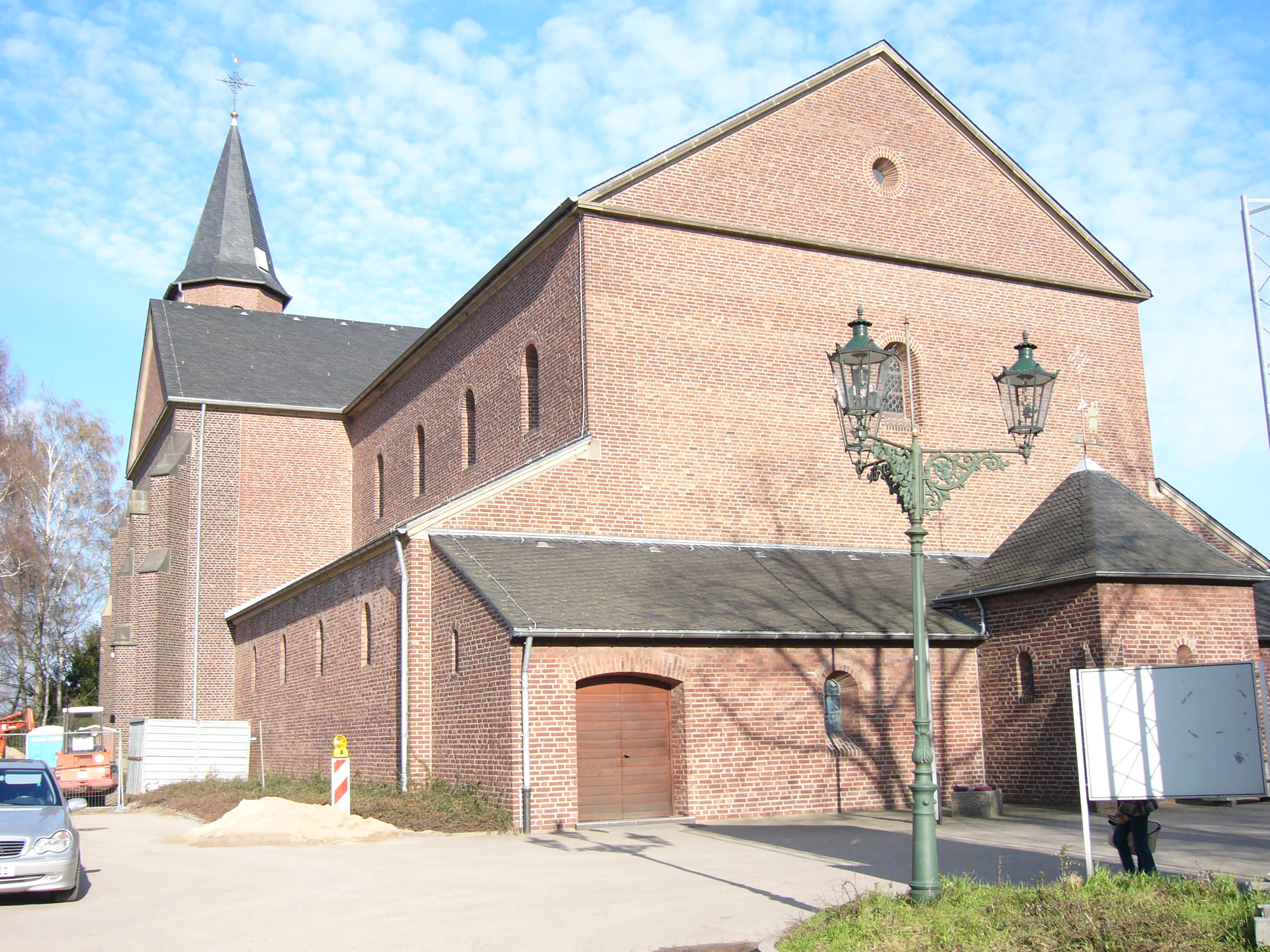
Mater-Dolorosa-Kirche

Die katholische Pfarrkirche Mater Dolorosa bzw. Schmerzensreiche Mutter in Düsseldorf-Flehe weist aufgrund ihrer Entstehungsgeschichte zwei vollkommen unterschiedliche Baustile auf.

## Geschichte
Flehe war zunächst seit 1906 ein Rektorat der Pfarrei Bilk, wurde erst 1911 eigenständige Pfarrei.
Ein Kirchbauverein bestand seit 1889.
Grundsteinlegung für die Fleher Kirche war im Juli 1905.
Die Kirche sollte dreischiffig im neugotischen Stil nach Plänen von Caspar Clemens Pickel errichtet werden, es wurden jedoch nur der Chor und das Querschiff gebaut, die Kirche dann im September 1906 ihrer Bestimmung übergeben.
Die Kirche ist in rotem Backstein gehalten.
1943 wurde die Kirche durch die Bombardierungen erheblich zerstört.
Der Wiederaufbau erfolgte 1949 bis 1951. Im Querhaus wurde nunmehr nur noch eine flache Holzdecke verwendet.
1960 fand ein Architektenwettbewerb zur Vollendung der Kirche statt.
Dieser wurde von Emil Steffann gewonnen.
An das neugotische Querhaus wurde nun ein dreischiffiges Langhaus im frühromanischen Stil angefügt, das von frühchristlichen Basiliken inspiriert ist.
Die Fenster sind kleine, einfache Rundbogenfenster. Die rote Backsteinbauweise wurde beibehalten. 1964 fand die Weihe statt.

## Orgel

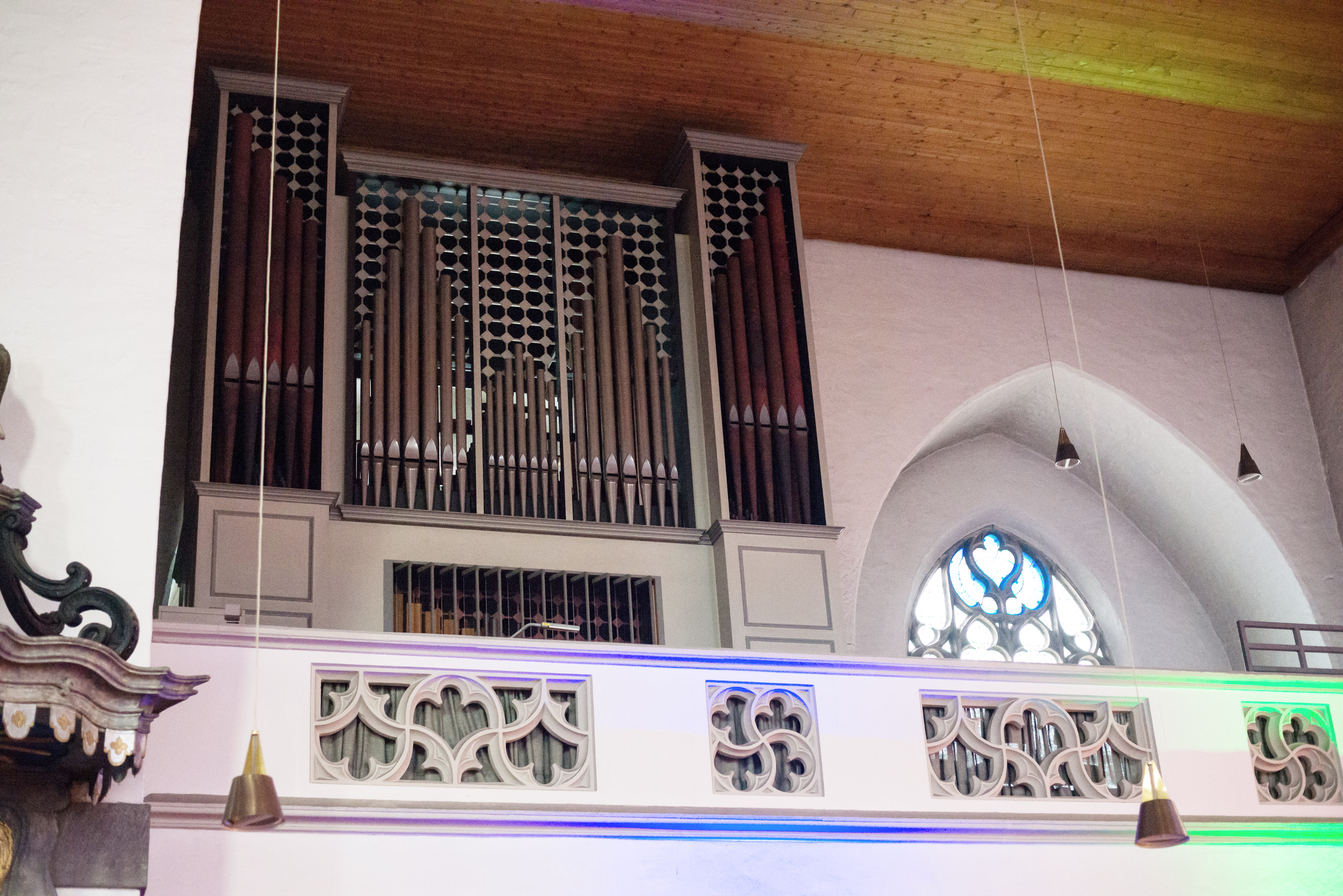
Orgel

Die Orgel wurde 1968  von dem Orgelbauer Romanus Seifert & Sohn (Kevelaer) erbaut. Das Schleifladen-Instrument hat 22 Register auf zwei Manualen und Pedal. Die Spieltrakturen sind mechanisch, die Registertrakturen sind elektrisch.

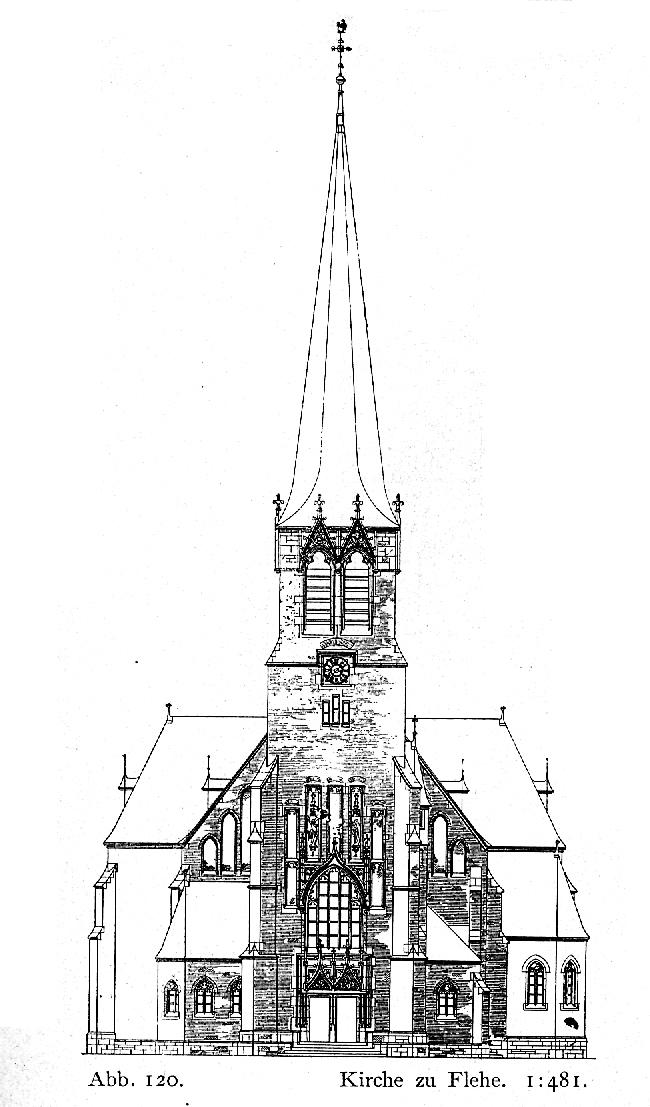
Aufriss
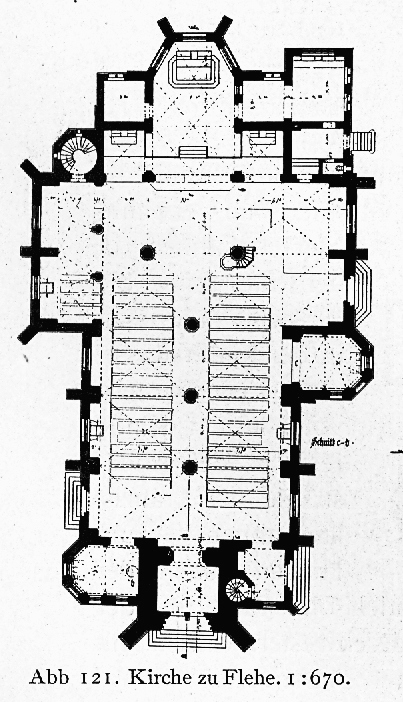
Grundriss

| I Hauptwerk C–g3 |                 |       |
| 1.               | Quintade        | 16′   |
| 2.               | Principal       | 8′    |
| 3.               | Holzgedackt     | 8′    |
| 4.               | Oktav           | 4′    |
| 5.               | Rohrtraverse    | 4′    |
| 6.               | Superoktav      | 2′    |
| 7.               | Sesquialter III |       |
| 8.               | Mixtur IV-VI    | 1 ⁄3′ |
| 9.               | Trompete        | 8′    |

| II Brust-Schwellwerk C–g3 |                 |      |
| 10.                       | Rohrflöte       | 8′   |
| 11.                       | Salicet         | 8′   |
| 12.                       | Holzprincipal   | 4′   |
| 13.                       | Schweizerpfeife | 2′   |
| 14.                       | Quintan II      |      |
| 15.                       | Scharff IV      | 2⁄3′ |
| 16.                       | Hautbois        | 8′   |
|                           | Tremulant       |      |

| Pedal C–f1 |               |       |
| 17.        | Subbass       | 16′   |
| 18.        | Prinzipalbass | 8′    |
| 19.        | Gedecktbass   | 8′    |
| 20.        | Choralbass    | 4′    |
| 21.        | Farbmixtur IV | 2 ⁄3′ |
| 22.        | Fagottbass    | 16′   |

- Koppeln: II/I, I/P, II/P

- Aufriss
- Grundriss